# Ивановка (Федоровский сельсовет)
Ивановка — деревня Федоровского сельсовета Елецкого района Липецкой области.

## География
Ивановка находится восточнее посёлка Красный Октябрь.
Через деревню проходит автомобильная дорога с остановкой общественного транспорта.

### Улицы
- ул. Колхозная
- ул. Молодёжная 1-я
- ул. Молодёжная 2-я
- ул. Рабочая

## Население
| 2010 |
| ---- |
| 321  |